# 歌仔冊文字
歌仔冊文字（Koa-á books script; Kua-á-tsheh bûn-lī）為用於記述歌仔冊的漢字。由於歌仔是以閩南語為創作語言的一種民間短謠，因此其文詞即與今日之臺語白話文相近，而歌仔冊文字則是台語漢字發展上的重要源頭之一。

## 簡介
由於歌仔冊為民間的通俗文學，作者已無法考，且多非顯赫人士或讀書文人，因此在用字的選擇上，並不十分精細準確。歌仔冊中包含了許多「俗字」，如借義字、訓讀字、借音字、簡體字、音近字或者是自創字，這樣的文字系統成為日後台閩字發展的重要基礎，今日的台語文學與台語流行音樂歌詞仍受其影響。

## 常見用字列表
| 歌仔冊文字 | 中華用字 | 台羅  | 用字類型                   | 例子                                                     |
| ---------- | -------- | ----- | -------------------------- | -------------------------------------------------------- |
| 卜         | 欲       | beh   | 借音（「卜」本音pok/poh）  | 《人心不足歌》：「做人那卜守本份」（做人若欲守本份）     |
| 能         | 會       | ē     | 訓讀（「能」本音lîng）     | 《基隆七號房慘案》：「汝那對子能曉痛」（汝若對囝會曉疼） |
| 兮         | 會       | ē     | 借音（「兮」本音hê）       | 《周成過台灣歌》：「則時干苦即兮知」（這時艱苦才會知）   |
| 兮         | 的       | ê     | 借音（「兮」本音hê）       | 《周成過台灣歌》：「串廣兮話全虛詞」（串講的話全虛詞）   |
|            | 的       | ê     | 借音（「」本音ê）          | 《最新失德了歌》：「汝廣个話即硬角」（你講的話才硬角）     |
| 外         | 偌       | guā   | 借音（「外」本音guā/guē）  | 《義賊廖添丁歌》：「一暗趁塊外多錢」（一暗趁咧偌濟錢）   |
| 乎         | 予       | hōo   | 借音（「乎」本音hôo/hoo）  | 《勸改賭博歌》：「招會乎我賣麻粢」（招會予我賣麻糍）     |
| 飫         | 枵       | iau   | 借音（「飫」本音uì/ú）     | 《八七水災歌》：「圍在水中飫甲寒」（圍在水中枵佮寒）     |
| 加         | 共       | kā    | 借音（「加」本音ka/ke）    | 《勸改賭博歌》：「我塊加講無本錢」（我咧共講無本錢）     |
| 甲         | 佮       | kah   | 借音（「甲」本音kah/kap）  | 《二林大奇案歌》：「二人結拜甲咒咀」（兩人結拜佮咒誓）   |
| 閣         | 閣       | koh   | 借音（「閣」本音koh/kok）  | 《基隆七號房慘案》：「閣娶十個亦無驚」（閣娶十也無驚）   |
| 廣         | 講       | kóng  | 借音（「廣」本音kóng/kńg） | 《二林大奇案歌》：「我聽汝廣一句話」（我聽你講一句話）   |
| 龜         | 居       | ku    | 借音（「龜」本音ku/kui）   | 《八七水災歌》：「苦憐無厝通好龜」（苦憐無厝通好居）     |
| 恰         | 較       | khah  | 借音（「恰」本音khap）     | 《八七水災歌》：「恰早咱是普通人」（較早咱是普通人）     |
| 困         | 睏       | khùn  | 借音（「困」本音khùn）     | 《義賊廖添丁歌》：「卜困著先巡門戶」（欲睏著先巡門戶）   |
| 湳         | 淋       | lâm   | 借音（「湳」本音làm）      | 《八七水災歌》：「厝倒放塊記伊湳」（厝倒放塊據伊淋）     |
| 那         | 若       | nā    | 借音（「那」本音ná/nā）    | 《最新失德了歌》：「別人那笑甲伊物」（別人若笑共伊莫）   |
| 省         | 啥       | siánn | 音近（「省」本音síng）     | 《問路相褒歌》：「這位地號省乜庄」（這位地號啥物庄）     |
| 信         | 爍       | sih   | 音近（「信」本音sìn）      | 《八七水災歌》：「雷電信奶當大段」（雷電爍爁當大段）     |
| 治         | 佇       | tī    | 借音（「治」本音tī）       | 《勸改賭博歌》：「有開公司治大東」（有開公司佇大東）     |
| 倒         | 佗       | tó    | 借音（「倒」本音tó/táu）   | 《最新失德了歌》：「看汝卜定倒一日」（看你欲定佗一日）   |
| 者         | 才       | tsiah | 借音（「者」本音tsiá/táu） | 《勸改賭博歌》：「担對繳邊去者衰」（擔對笅邊去才衰）       |